# Federico Ibarra Groth
Federico Ibarra Groth, né le 25 juillet 1946 à Mexico, est un compositeur mexicain qui au cours de sa carrière musicale a développé une œuvre aux dimensions considérables qui ont fait de lui l'un des compositeurs les plus importants et les plus significatifs de la musique mexicaine. Il a composé une grande variété d'œuvres musicales, dont beaucoup pour le théâtre ; il a également publié des essais musicaux et des critiques dans des journaux et magazines nationaux. Il a participé à de multiples festivals nationaux et internationaux, et a intégré divers groupes musicaux d'avant-garde.

## Biographie
Il est né à Mexico, au Mexique, le 25 juillet 1946  Il  étudie la composition à l’École nationale de musique de l’Université nationale autonome du Mexique. Pour faire plaisir à ses parents, il étudie l'architecture, parallèlement à ses études de composition musicale à l'École nationale supérieure de musique de l'UNAM.
En 1971, il a reçu une bourse de la Radio Universidad et de la Radiodiffusion-télévision française pour poursuivre ses études à Paris et en 1975 pour suivre le cours de Composition à Saint-Jacques-de-Compostelle, en Espagne. Il a eu l'occasion d'étudier avec des personnalités légendaires de la scène musicale internationale, dont Stockhausen, Pierre Schaeffer, Rodolfo Halffter, entre autres.
En mars 2006, il obtient un doctorat de l'Université Complutense de Madrid.
En plus de son activité de compositeur, il a consacré une partie de son temps à l'interprétation pianistique de son œuvre et à la création au Mexique d'une bonne partie de la production contemporaine internationale écrite pour cet instrument, en mettant l'accent sur le XXe siècle.
Dans son travail, Ibarra explore la relation entre les paroles et la musique. Plusieurs de ses opéras sont basés sur des œuvres littéraires. « L'opéra est le défi de faire vivre la langue. L'espagnol est une langue qui a beaucoup d'accents […] cela nous oblige à imaginer la musique d'une manière différente ».
Jusqu'à présent, il a écrit de nombreuses symphonies, opéras, musique de chambre, chansons, ballet et musique de théâtre. Entre autres choses, son opéra « Alicia » a reçu un prix spécial « Jacinto e Inocencia Guerrero » à Madrid en 1991 comme la meilleure œuvre lyrique. Ses œuvres ont également été jouées, enregistrées et publiées en Australie, en France, en Pologne, au Venezuela, au Costa Rica, au Brésil et aux États-Unis.
Ibarra Groth, outre sa qualité de compositeur, se distingue par son travail d'enseignant, car après des années de travail dans l'atelier de composition de l'Ecole Nationale de Musique, fondée par lui en 1985, il a réussi à former des compositeurs d'excellence. Il a également participé, en collaboration avec divers établissements d'enseignement, à divers programmes de critique musicale et de diffusion à la radio et à la télévision, et a donné des conférences et donné différents cours liés à la musique. Il est régulièrement invité en tant que membre du jury de divers concours et festivals de musique nationaux et internationaux.
Il publie régulièrement des essais et critiques musicaux dans des journaux et magazines nationaux, donne des conférences et des récitals de sa musique et de celle d'autres compositeurs mexicains contemporains dans des forums nationaux et internationaux.
En 2015, il reçoit la Médaille des Beaux-Arts, décernée par la Conaculta (aujourd'hui le ministère de la Culture) et l'INBA en reconnaissance de sa "créativité sonore et expressive, ainsi que de son innovation dans l'utilisation du langage musical".

## Œuvres
Opéras
- Leoncio y Lena, livret de José Ramón Enríquez (1981)
- Orestes Parte, livret de José Ramón Enríquez (1984)
- El pequeño príncipe, livret de Luis de Tavira (1988)
- Madre Juana, livret de José Ramón Enríquez (1993)
- Despertar al sueño, livret de David Olguín (1994)
- Alicia, livret de José Ramón Enríquez[7]
- Brindis por un milenio (2000)
- El juego de los insectos, livret fondé sur une œuvre théâtrale de Joseph Capek et Karel Kapek de Verónica Musalem (2009)
- Antonieta, un ángel caído, livret de Verónica Musalem fondé sur la vie d’Antonieta Rivas Mercado (2010)